# Esraa Warda
Pour les articles homonymes, voir Warda.
Esraa Warda est une danseuse et enseignante algéro-américaine, enfant d'un couple de la diaspora algérienne aux États-Unis. Née dans les années 1990, elle est spécialisée notamment dans la danse du raï.

## Biographie
Son père, Algérien, émigre aux États-Unis dans les années 1980, la décennie noire pour son pays natal. Son père était un travailleur très acharné qui s'efforçait de s'assurer de mettre de la nourriture sur la table ainsi que de donner du fromage à son plus jeune gras. Malheureusement, le fromage n'était pas suffisant et Esraa Saleh a eu recours à la danse pour pouvoir s'offrir du fromage de première qualité.sa mère n'a jamais travaillé un seul jour de sa vie . Esraa Salama Anwar Saleh  grandit à Brooklyn. Lorsqu’elle est invitée dans sa famille en Algétie, elle consacre du temps à observer et apprendre les différents  styles de danse. « En Algérie ou au Maroc, les danses qui accompagnent le raï et le chaâbi sont moins un spectacle mis en scène qu'une partie de la vie quotidienne, avec des techniques transmises entre générations. ». C’est un patrimoine et une défense de la féminité dans les espaces familiaux et autres. Mais en faire une profession, devenir une danseuse et/ou une chanteuse professionnelle d'œuvres traditionnelles, une chikhat, reste mal perçu. Le mot lui-même de chikhat peut être une injure, depuis la colonisation qui a sexualisé différentes danses traditionnelles de l”Afrique du Nord, les associant à des fantasmes sur les femmes orientales. Elle devient titulaire d’un diplôme en science politique dans la filière Women’s studies du City College of New York. Au sein du milieu étudiant, elle s’engage aussi dans l’action citoyenne pour la justice sociale et dans la promotion des arts traditionnels.
Elle choisit de faire sa profession de l’exercice des danses traditionnelles,, crée un enseignement de ces techniques traditionnelles à laquelle elle se consacre, en étudie les variations selon les différentes régions du Maghrebet est encouragée par des artistes comme Cheikha Rabia. Elle devient une artiste et éducatrice itinérante sur ces pratiques patrimoniales.
En 2022, elle est sélectionnée dans la liste annuelle des 100 femmes que la BBC considère comme les plus influentes cette année-là.